# HSBP1L1
HSBP1L1 (англ. Heat shock factor binding protein 1 like 1) – білок, який кодується однойменним геном, розташованим у людей на довгому плечі 18-ї хромосоми. Довжина поліпептидного ланцюга білка становить 74 амінокислот, а молекулярна маса — 8 384.
| 10         |  | 20         |  | 30         |  | 40         |  | 50         |
| ---------- |  | ---------- |  | ---------- |  | ---------- |  | ---------- |
| MDVRGPEAPG |  | GRALRDAAEN |  | LFQELQEHFQ |  | ALTATLNLRM |  | EEMGNRIEDL |
| QKNVKDLMVQ |  | AGIENSIKEQ |  | MLKT       |  |            |  |            |

A: Аланін

D: Аспарагінова кислота

E: Глутамінова кислота

F: Фенілаланін

G: Гліцин

H: Гістидин

I: Ізолейцин

K: Лізин

L: Лейцин

M: Метіонін

N: Аспарагін

P: Пролін

Q: Глутамін

R: Аргінін

S: Серин

T: Треонін